# Список міжнародних голів Боббі Чарлтона

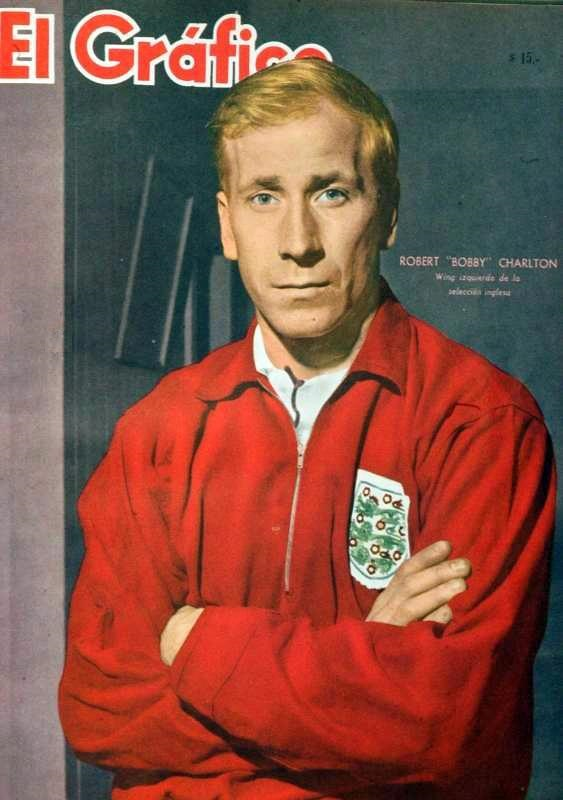
Чарлтон на обкладинці аргентинського спортивного журналу El Gráfico, 27 червня 1962 року

Сер Роберт "Боббі" Чарлтон, володар Ордену Британської імперії - колишній футбол, який провів 106 матчів за збірну Англії між 1958 і 1970 роками. З результатом 49 м'ячів є другим бомбардиром Англії всіх часів. Його вважають одним з найкращих півзахисників усіх часів. Володар "Золотого м'яча" 1966 року, якого вручають найкращому футболістові року в Європі.
Чарлтон дебютував за збірну Англії у квітні 1958 року, забивши гол у ворота збірної Шотландії, якого футбольний кореспондент газети Таймс Джеффрі Грін описав як "безумовно, одного з найкращих, що колись бачили на стадіоні Гемпден-Парк". Був справжнім голеодором збірної Англії упродовж перших тринадцяти місяців, забиваючи в середньому один гол за гру, що увінчалось його першим міжнародним хет-триком, проти збірної США у травні 1959 року. У жовтні 1963 року забив свій 31-й гол на міжнародній арені під час перемоги 4-0 над Уельсом, і при цьому став найкращим бомбардиром Англії, побивши попередній рекорд, який утримували спільно Том Фінні і Нет Лофтгаус. Згодом поступився цим рекордом своєму товаришеві по команді Джиммі Грівзу в жовтні 1964 року,, але знову відновив його, коли забив свій 45-й гол у травні 1968 року. Свій заключний гол забив у переможному з рахунком 4-0 матчі проти збірної Колумбії в травні 1970 року. Міжнародний футбол полишив після того, як Англія вибула з розірнашу Чемпіонату світу 1970. Залишався найкращим бомбардиром збірної Англії до вересня 2015 року, коли його перевершив Вейн Руні.
Чарлтон зробив чотири міжнародних хет-трики; крім вищезгаданого матчу проти США, забив три голи в грі проти Люксембургу у кваліфікаційному матчі Чемпіонату світу 1962, а також у товариських матчах проти Мексики та Швейцарії. Найбільше голів, 6, забив у ворота Північної Ірландії, по п'ять забив збірним Люксембургу, Португалії, Шотландії та Уельсу. Зі своїх 49 голів Чарлтон забив 22 в товариських матчах. У торнірних поєдинках більшість його голів прийшлись на Домашній чемпіонат Великої Британії, 16, зокрема 3 на турнірах, які були водночас кваліфікацією на Євро-1968. Чотири голи забив під час фінальних турнірів чемпіонатів світу, зокрема три м'ячі на Чемпіонаті світу 1966, де Англія перемогла, один на груповому етапі і обидва голи в півфінальному матчі проти Португалії, який завершився перемогою з рахунком 2-1.

## Міжнародні голи
Голи Англії вказано першими, в колонці рахунок вказано після кожного голу Чарлтона.
| №  | Дата              | Стадіон                                           | № матчу | Суперник          | Рахунок | Результат | Змагання                                              | Прим.  |
| -- | ----------------- | ------------------------------------------------- | ------- | ----------------- | ------- | --------- | ----------------------------------------------------- | ------ |
| 1  | 19 квітня 1958    | Гемпден-Парк, Глазго, Шотландія                   | 1       | Шотландія         | 3–0     | 4–0       | Домашній чемпіонат 1957–58                            | [ 9 ]  |
| 2  | 7 травня 1958     | Вемблі, Лондон, Англія                            | 2       | Португалія        | 1–0     | 2–1       | Товариський                                           | [ 10 ] |
| 3  | 7 травня 1958     | Вемблі, Лондон, Англія                            | 2       | Португалія        | 2–1     | 2–1       | Товариський                                           | [ 10 ] |
| 4  | 4 жовтня 1958     | Віндзор парк, Белфаст, Північна Ірландія          | 4       | Північна Ірландія | 1–1     | 3–3       | Домашній чемпіонат 1958–59                            | [ 11 ] |
| 5  | 4 жовтня 1958     | Віндзор парк, Белфаст, Північна Ірландія          | 4       | Північна Ірландія | 3–3     | 3–3       | Домашній чемпіонат 1958–59                            | [ 11 ] |
| 6  | 22 жовтня 1958    | Вемблі, Лондон, Англія                            | 5       | СРСР              | 4–0     | 5–0       | Товариський                                           | [ 12 ] |
| 7  | 11 квітня 1959    | Вемблі, Лондон, Англія                            | 6       | Шотландія         | 1–0     | 1–0       | Домашній чемпіонат 1958–59                            | [ 13 ] |
| 8  | 6 травня 1959     | Вемблі, Лондон, Англія                            | 7       | Італія            | 1–0     | 2–2       | Товариський                                           | [ 14 ] |
| 9  | 28 травня 1959    | Ріглі-Філд, Лос-Анджелес, США                     | 11      | США               | 3–1     | 8–1       | Товариський                                           | [ 15 ] |
| 10 | 28 травня 1959    | Ріглі-Філд, Лос-Анджелес, США                     | 11      | США               | 6–1     | 8–1       | Товариський                                           | [ 15 ] |
| 11 | 28 травня 1959    | Ріглі-Філд, Лос-Анджелес, США                     | 11      | США               | 7–1     | 8–1       | Товариський                                           | [ 15 ] |
| 12 | 28 жовтня 1959    | Вемблі, Лондон, Англія                            | 13      | Швеція            | 2–3     | 2–3       | Товариський                                           | [ 16 ] |
| 13 | 9 квітня 1960     | Гемпден-Парк, Глазго, Шотландія                   | 14      | Шотландія         | 1–1     | 1–1       | Домашній чемпіонат 1959–60                            | [ 17 ] |
| 14 | 8 жовтня 1960     | Віндзор парк, Белфаст, Північна Ірландія          | 18      | Північна Ірландія | 3–1     | 5–2       | Домашній чемпіонат 1960–61                            | [ 18 ] |
| 15 | 19 жовтня 1960    | Муніципальний стадіон, Люксембург, Люксембург     | 19      | Люксембург        | 1–0     | 9–0       | 1962 FIFA World Cup qualification                     | [ 19 ] |
| 16 | 19 жовтня 1960    | Муніципальний стадіон, Люксембург, Люксембург     | 19      | Люксембург        | 2–0     | 9–0       | 1962 FIFA World Cup qualification                     | [ 19 ] |
| 17 | 19 жовтня 1960    | Муніципальний стадіон, Люксембург, Люксембург     | 19      | Люксембург        | 7–0     | 9–0       | 1962 FIFA World Cup qualification                     | [ 19 ] |
| 18 | 23 November 1960  | Вемблі, Лондон, Англія                            | 21      | Уельс             | 2–0     | 5–1       | Домашній чемпіонат 1960–61                            | [ 20 ] |
| 19 | 10 May 1961       | Вемблі, Лондон, Англія                            | 23      | Мексика           | 2–0     | 8–0       | Товариський                                           | [ 21 ] |
| 20 | 10 May 1961       | Вемблі, Лондон, Англія                            | 23      | Мексика           | 6–0     | 8–0       | Товариський                                           | [ 21 ] |
| 21 | 10 May 1961       | Вемблі, Лондон, Англія                            | 23      | Мексика           | 7–0     | 8–0       | Товариський                                           | [ 21 ] |
| 22 | 28 September 1961 | Гайбері, Лондон, Англія                           | 27      | Люксембург        | 3–0     | 4–1       | Кваліфікаційний матч Чемпіонату світу 1962            | [ 22 ] |
| 23 | 28 September 1961 | Гайбері, Лондон, Англія                           | 27      | Люксембург        | 4–1     | 4–1       | Кваліфікаційний матч Чемпіонату світу 1962            | [ 22 ] |
| 24 | 22 листопада 1961 | Вемблі, Лондон, Англія                            | 30      | Північна Ірландія | 1–0     | 1–1       | Домашній чемпіонат 1961–62                            | [ 23 ] |
| 25 | 2 червня 1962     | stadio Braden Copper, Ранкагуа, Чилі              | 36      | Аргентина         | 2–1     | 2–1       | чемпіонат світу з футболу 1962                        | [ 24 ] |
| 26 | 29 травня 1963    | Тегельне поле, Братислава, Czechoslovakia         | 42      | Чехословаччина    | 3–1     | 4–2       | Товариський                                           | [ 25 ] |
| 27 | 2 червня 1963     | Центральний стадіон, Лейпциг, НДР                 | 43      | НДР               | 2–1     | 2–1       | Товариський                                           | [ 26 ] |
| 28 | 5 червня 1963     | Санкт-Якоб Парк, Базель, Швейцарія                | 44      | Швейцарія         | 1–0     | 8–1       | Товариський                                           | [ 27 ] |
| 29 | 5 червня 1963     | Санкт-Якоб Парк, Базель, Швейцарія                | 44      | Швейцарія         | 5–1     | 8–1       | Товариський                                           | [ 27 ] |
| 30 | 5 червня 1963     | Санкт-Якоб Парк, Базель, Швейцарія                | 44      | Швейцарія         | 8–1     | 8–1       | Товариський                                           | [ 27 ] |
| 31 | 12 жовтня 1963    | Нініан Парк, Кардіфф, Уельс                       | 45      | Уельс             | 4–0     | 4–0       | Домашній чемпіонат 1963–64                            | [ 28 ] |
| 32 | 17 May 1964       | Національний стадіон (Жамор), Лісабон, Португалія | 50      | Португалія        | 2–1     | 4–3       | Товариський                                           | [ 29 ] |
| 33 | 27 травня 1964    | Даунінг, Нью-Йорк, США                            | 52      | США               | 8–0     | 10–0      | Товариський                                           | [ 30 ] |
| 34 | 10 квітня 1965    | Вемблі, Лондон, Англія                            | 57      | Шотландія         | 1–0     | 2–2       | Домашній чемпіонат 1964–65                            | [ 31 ] |
| 35 | 20 жовтня 1965    | Вемблі, Лондон, Англія                            | 59      | Австрія           | 1–0     | 2–3       | Товариський                                           | [ 32 ] |
| 36 | 2 квітня 1966     | Гемпден-Парк, Глазго, Шотландія                   | 63      | Шотландія         | 4–2     | 4–3       | 1965–66 Home Championship                             | [ 33 ] |
| 37 | 4 травня 1966     | Вемблі, Лондон, Англія                            | 64      | Югославія         | 2–0     | 2–0       | Товариський                                           | [ 34 ] |
| 38 | 16 липня 1966     | Вемблі, Лондон, Англія                            | 69      | Мексика           | 1–0     | 2–0       | Чемпіонат світу з футболу 1966                        | [ 35 ] |
| 39 | 26 липня 1966     | Вемблі, Лондон, Англія                            | 72      | Португалія        | 1–0     | 2–1       | Чемпіонат світу з футболу 1966                        | [ 36 ] |
| 40 | 26 липня 1966     | Вемблі, Лондон, Англія                            | 72      | Португалія        | 2–0     | 2–1       | Чемпіонат світу з футболу 1966                        | [ 36 ] |
| 41 | 16 листопада 1966 | Вемблі, Лондон, Англія                            | 76      | Уельс             | 3–1     | 5–1       | Домашній чемпіонат 1966–67, Кваліфікація на Євро-1968 | [ 37 ] |
| 42 | 21 жовтня 1967    | Нініан Парк, Кардіфф, Уельс                       | 78      | Уельс             | 2–0     | 3–0       | Домашній чемпіонат 1967–68, Кваліфікація на Євро-1968 | [ 38 ] |
| 43 | 22 листопада 1967 | Вемблі, Лондон, Англія                            | 79      | Північна Ірландія | 2–0     | 2–0       | Домашній чемпіонат 1967–68, Кваліфікація на Євро-1968 | [ 39 ] |
| 44 | 3 квітня 1968     | Вемблі, Лондон, Англія                            | 82      | Іспанія           | 1–0     | 1–0       | Кваліфікація на Євро-1968                             | [ 40 ] |
| 45 | 22 May 1968       | Вемблі, Лондон, Англія                            | 84      | Швеція            | 2–0     | 3–1       | Товариський                                           | [ 7 ]  |
| 46 | 8 червня 1968     | Олімпійський стадіон (Рим), Рим, Італія           | 86      | СРСР              | 1–0     | 2–0       | Чемпіонат Європи з футболу 1968                       | [ 41 ] |
| 47 | 7 травня 1969     | Вемблі, Лондон, Англія                            | 91      | Уельс             | 1–1     | 2–1       | Домашній чемпіонат 1968–69                            | [ 42 ] |
| 48 | 21 квітня 1970    | Вемблі, Лондон, Англія                            | 100     | Північна Ірландія | 3–1     | 3–1       | Домашній чемпіонат 1969–70                            | [ 43 ] |
| 49 | 20 травня 1970    | Ель Кампін, Богота, Колумбія                      | 101     | Колумбія          | 3–0     | 4–0       | Товариський                                           | [ 44 ] |

## Відмітки

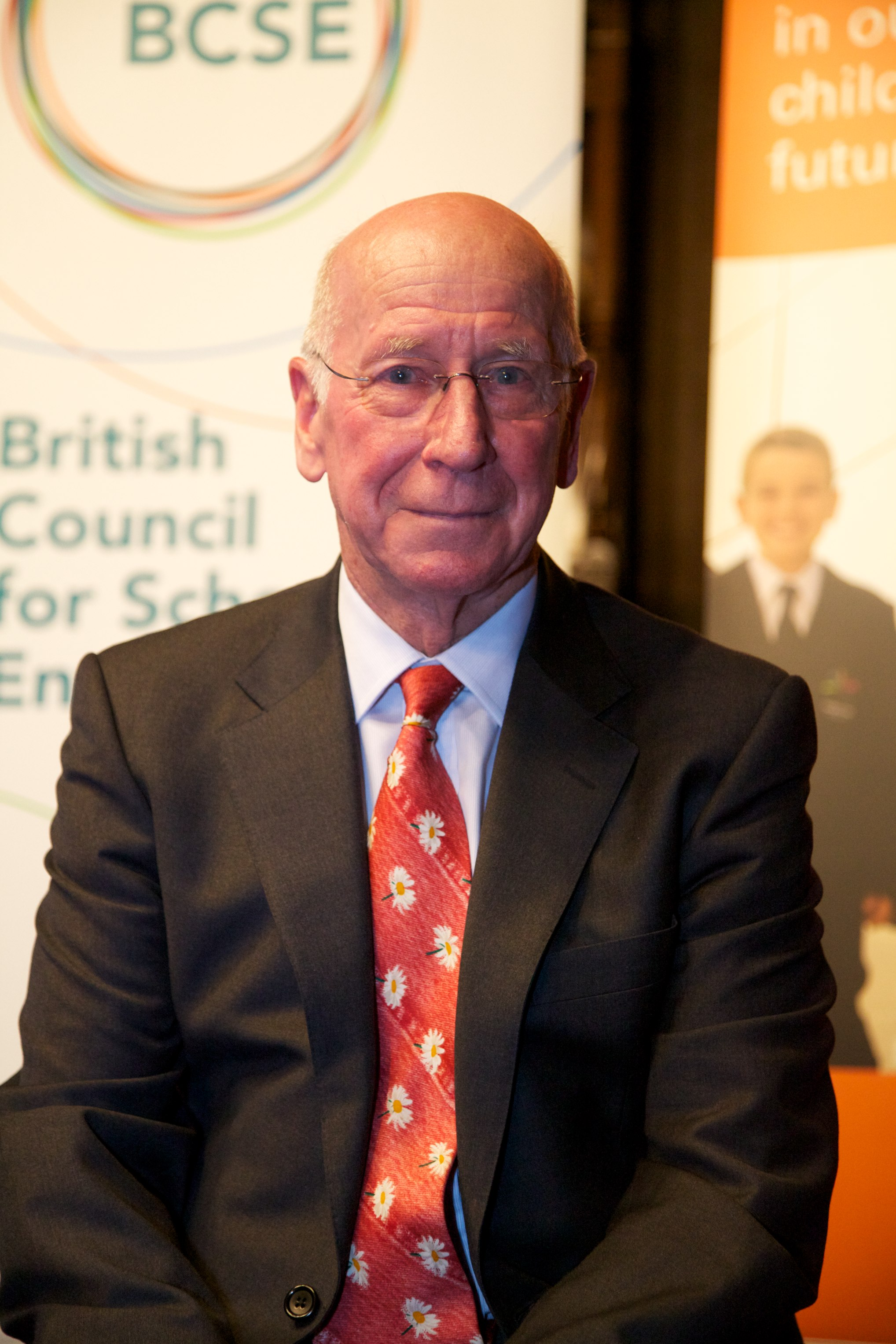
Чарлтон у 2010 році

| Рік     | Ігор | Голів |
| ------- | ---- | ----- |
| 1958    | 6    | 7     |
| 1959    | 7    | 5     |
| 1960    | 8    | 6     |
| 1961    | 9    | 6     |
| 1962    | 8    | 1     |
| 1963    | 10   | 6     |
| 1964    | 8    | 2     |
| 1965    | 5    | 2     |
| 1966    | 15   | 6     |
| 1967    | 4    | 2     |
| 1968    | 8    | 3     |
| 1969    | 9    | 1     |
| 1970    | 9    | 2     |
| Загалом | 106  | 49    |

| Змагання                                | Голів |
| --------------------------------------- | ----- |
| Товариські                              | 22    |
| Домашній чемпіонат Великої Британії     | 16    |
| Кваліфікаційний раунд Чемпіонату світу  | 5     |
| Кваліфікаційний раунд Чемпіонату Європи | 4     |
| Чемпіонат світу                         | 4     |
| Чемпіонат Європи                        | 1     |
| Загалом                                 | 49    |

## Нотатки
1. 1 2  Три голи Чарлтон забив у матчах, які проходили в рамках водночас Домашнього чемпіонату Великої Британії та кваліфікаційного раунду Чемпіонату Європи.